# Pterocaesio marri
Pterocaesio marri är en fiskart som beskrevs av Schultz, 1953. Pterocaesio marri ingår i släktet Pterocaesio och familjen Caesionidae. Inga underarter finns listade i Catalogue of Life.